# Свазіленд на літніх Олімпійських іграх 1972
Есватіні брав участь у Літніх Олімпійських іграх 1972 року в Мюнхені (Німеччина), перший раз за свою історію, але не завоював жодної медал